# Jacob Obrecht
Jacob Obrecht (Gante, 22 de noviembre de 1458-Ferrara, julio de 1505) fue un compositor neerlandés de la escuela holandesa del período renacentista, el más famoso creador de misas europeo a fines del siglo XV d. C., solo eclipsado por Josquin Des Pres, y que además escribió muchos motetes y canciones. 

## Biografía
Nació en 1457 o 1458, único hijo del trompetista de Gante Willem Obrecht y de Lijsbette Gheeraerts. Su madre murió en 1460 a los 20 años. Un retrato de Obrecht de 1496, lo menciona como de 38 años, lo que ha permitido establecer el año de su nacimiento. 
Los detalles de sus primeros años de formación son escasos, aunque se sabe que junto a su padre aprendió a tocar la trompeta, y el arte del contrapunto y la improvisación sobre un canto firme. Es casi seguro que conoció a Antoine Busnois en la corte de Borgoña, por lo menos estaba al tanto de su música, ya que sus primeros trabajos muestran un gran paralelismo con aquel compositor. 
Obrecht parece haber tenido una sucesión de cortos empleos, muchos de los cuales terminaron en circunstancias poco favorables. Estuvo al menos dos veces en problemas financieros, más que nada por descuido en el registro contable, y existe un interesante registro que muestra la donación que hizo de algunas de sus composiciones a su empleador para salvar una quiebra. 
Durante esta época, a pesar de ser un empleado poco eficiente, fue mantenido en la más alta estima por sus patrones y sus colegas compositores. Johannes Tinctoris, escritor de Nápoles, lo incluye en una pequeña lista de los mejores compositores del momento, situación muy significativa teniendo en cuenta que Obrecht contaba a la sazón con solo 25 años de edad, y además, vivía en el otro extremo del continente.
Aunque la mayoría de las actividades de Obrecht tuvieron lugar en Flandes, hizo al menos dos viajes a Italia, el primero en 1487 por invitación del duque de Ferrara Hércules I de Este y el segundo en 1505. El duque había escuchado la música de Obrecht, que se sabe fue difundida en Italia entre 1484 y 1484 y 1484, y al parecer la apreciaba por sobre toda la música de los otros compositores de la época. En consecuencia invitó a Obrecht a Ferrara por seis meses en 1487. 
Durante el segundo viaje el duque muere, con lo que Obrecht queda sin su patrocinador y admirador. Finalmente muere a finales de julio de 1505 a causa de la peste que azotó la ciudad.

## Obra
Obrecht escribió principalmente música sacra: 
28 misas y 27 motetes, más unas pocas obras seculares (chansons), 19 en flamenco y siete en francés que sobreviven hoy.
Desde el punto de vista estilístico, Obrecht es un ejemplo del contrapunto extravagante de fines del siglo XV d. C.. Usualmente usa una técnica de canto firme para sus misas, pero con una importante cantidad de artilugios que convierten el simple material original en una composición compleja y dinámica. A veces toma el tema original y lo divide en pequeñas frases; a veces usa una completa versión de las melodías en contrapunto retrógrado, en un caso incluso extrae las notas componentes de la melodía y las ordena por el valor de la nota, de las más larga a la más corta, construyendo nuevo material melódico con la secuencia reordenada. Prefiere estructuras episódicas, en las que cada sección usa distintos motivos melódicos, como si cada uno de ellos no pudieran ser suficientemente variados. Sus procedimientos muestran un fuerte contraste con el trabajo de la siguiente generación, por ejemplo Josquin Des Pres, quien favoreció una aproximación unitaria y simple a la composición. 
Como ejemplo maestro de la técnica del canto firme, puede escucharse su "Missa sub praesidium tuum", que incorpora seis cantos marianos:
- Sub praesidium tuum (Antífona, soprano, todos los movimientos)
- Ave plecara maris stella (Secuencia verso 7, soprano II, Credo)
- Aurea virga prime matrix Eve (Secuencia verso 9b, Soprano II y Tenor II, Santo)
- Aurea virga prime matrix Eve (Secuencia verso 3b, Soprano II y Tenor I, Cordero de Dios, I y II)
- Regina Caeli (Antífona, Soprano II y Tenor I, Cordero de Dios III)
- Verbum bonum et suave (Secuencia verso 3b, Alto I, Cordero de Dios)

Además, el número de partes vocales se incrementa de tres en el Kyrie, a cuatro en el Gloria, y así sucesivamente, hasta que aparecen siete voces en el Agnus Dei. El canto del título se escucha claramente en la primera voz a través de toda la obra. 
Para su material original, prefirió claramente las canciones populares del momento. Mientras que puede parecer extraño para un oyente moderno pensar en construir una composición sacra sobre fragmentos seculares e incluso profanos, esta costumbre no era considerada impropia o irreverente en la época. Existe por ejemplo una misa de Jean Mouton, la "Missa faulte d'argent" (falta de dinero), basada en una canción de Josquin Des Pres del mismo título, en que un hombre se levanta de la cama con una prostituta, lamentándose por no tener suficiente dinero para pagarle. 
Aunque fue muy renombrado en su tiempo, Obrecht ha tenido poca influencia en las generaciones siguientes. Simplemente pasó de moda. La inventiva super abundante que muestra su obra tiene una analogía interesante con el estilo contemporáneo de pintura, uno de cuyos más famosos exponentes fue sin duda Hieronymus Bosch, nacido en 1450.

## Grabaciones
- Flemish Masters, Virginia Arts Recordings, VA-04413, interpretado por Zephyrus. Incluye Missa Sub tuum presidium, así como motetes de Willaert, Antipapa Clemente, Ockeghem, Des Pres, Mouton, y Gombert.